# Agkistrodon laticinctus
Agkistrodon laticinctus – gatunek jadowitego węża z podrodziny grzechotnikowatych (Crotalinae) w obrębie rodziny żmijowatych (Viperidae).
Takson ten dawniej uznawany był za podgatunek mokasyna miedziogłowca (Agkistrodon contortrix).
Osobniki dorosłe osiągają zwykle wielkość od 60 cm do około 90 cm.
Grzbiet ma w kolorze żółtawobrązowym lub czerwonawym z poprzecznymi czerwonobrunatnymi pręgami zwężającymi się na środku grzbietu. Grzbiet głowy barwy czerwono-miedzianej. Jak wszystkie mokasyny nie posiada grzechotki.
Występuje w USA na terenie stanów Teksas, Kansas i Oklahoma oraz na przyległym obszarze Meksyku w stanach Chihuahua i Coahuila.
Żywi się drobnymi kręgowcami, owadami i ich gąsienicami.
Ugryzienia tego węża nie są śmiertelne dla ludzi.